# Crossocheilus caudomaculatus
Crossocheilus caudomaculatus är en fiskart som först beskrevs av Battalgil 1942.  Crossocheilus caudomaculatus ingår i släktet Crossocheilus och familjen karpfiskar. IUCN kategoriserar arten globalt som otillräckligt studerad. Inga underarter finns listade i Catalogue of Life.